# 누비아인
누비아인(아랍어: النوبيون, Nubians)은 수단 북부와 이집트 남부에 거주하는 나일사하라어족 계통의 소수 민족이다. 인류 문명의 발상지 중 하나인 나일 계곡 중부의 선주민족에서 유래했다. 이집트 남부 계곡에 거주하는 누비아인들은 여타 이집트인들과 문화 및 인종적으로 다른 특성을 지니지만 아랍인 등 다른 민족과 통혼해 왔다. 동부수단어족에 속하는 누비아어를 모어로 사용하며, 아랍어를 제2공용어로 사용한다.

## 역사
누비아 중부에서는 기원전 7,000년까지 거슬러 올라가는 신석기 시대 정착지들이 발견되며 그 중 와디 할파는 나일 계곡 중부에서 가장 오래된 도시로 알려져 있다. 고대에 누비아 북부(하누비아)는 파라오기 이집트의 일부가 되기도 하고 그 경쟁 국가이던 메로에나 쿠시 왕국을 대표하기도 했다. 기원전 8세기부터는 쿠시 왕국의 누비아인들이 이집트를 침공하여 이집트 제25왕조를 세우고 통치했으나 기원전 656년 토착민의 이집트 제26왕조가 다시 이집트를 되찾았다. 고대 누비아인들은 활과 화살을 다루는 데 능한 전투민족으로 알려졌다.
중세기에 기독교로 개종한 누비아인들은 3개의 왕국 곧 북부에 노바티아, 중부에 마쿠리아, 남부에 알로디아를 세웠다. 그러나 수단 지역에 이슬람이 들어오는 과정에서 이들도 이슬람으로 대대적으로 개종했다.

## 같이 보기
- 아이티오피아